# برنارد هولاند
برنارد هولاند (بالإنجليزية: Bernard Holland)‏ هو ناقد موسيقي وصحفي أمريكي، ولد في 1933.